# Fordilla
Genre
Fordilla est un genre fossile de bivalves primitifs,,,,, un des deux genres de la famille des Fordillidae. Le genre est connu à partir de fossiles du début du Cambrien retrouvés en Amérique du Nord, au Groenland, en Europe, au Moyen-Orient et en Asie. 

## Espèces
Trois espèces sont aujourd'hui classées dans ce genre, Fordilla germanica, Fordilla sibirica, et l'espèce type Fordilla troyensis,.